# Collège dentaire de Tokyo
Ne doit pas être confondu avec Université de médecine et d'odontologie de Tokyo.

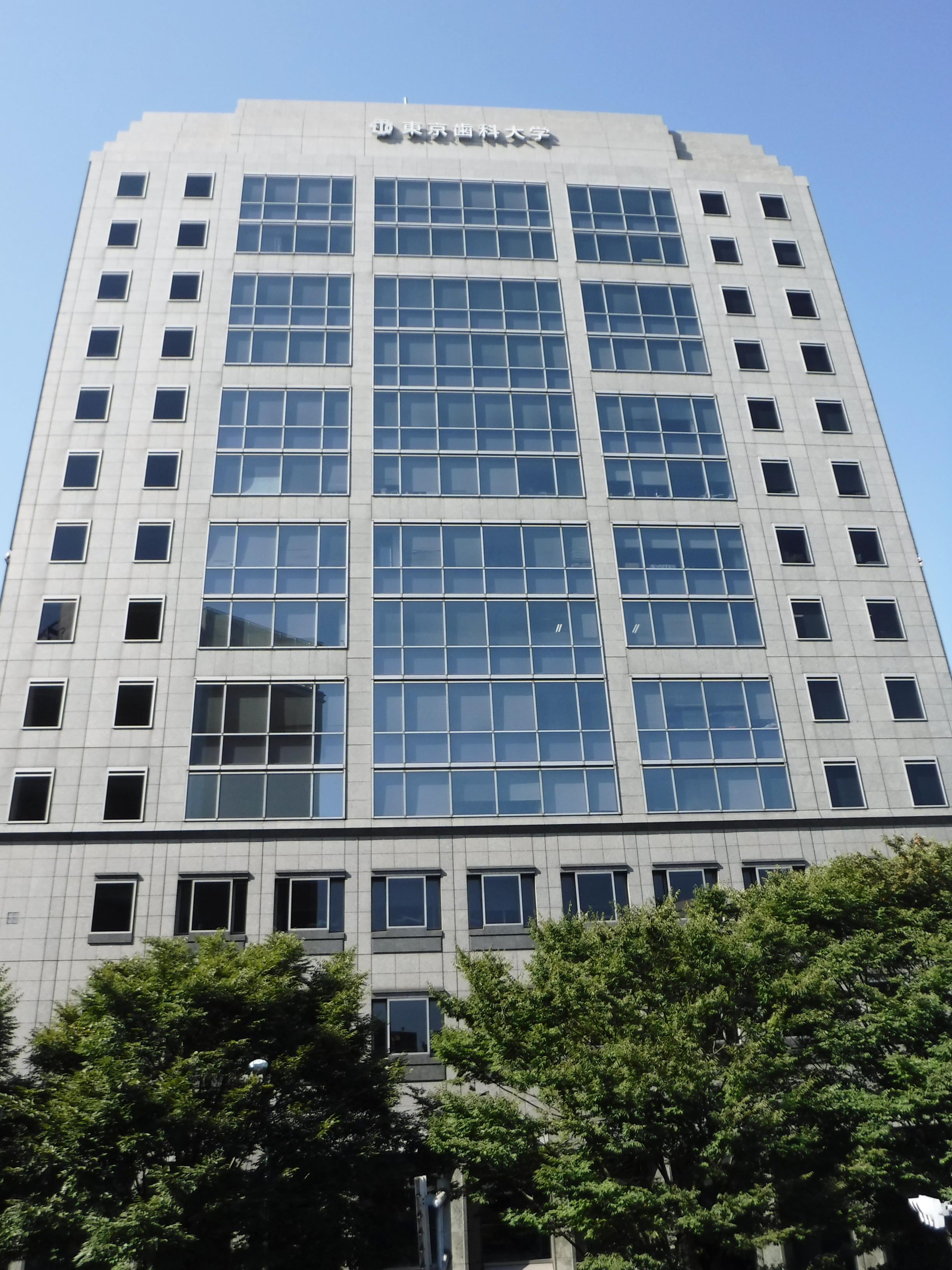
Collège dentaire de Tokyo situé dans l'arrondissement de Chiyoda - Bâtiment principal du campus de Suidobashi.

Le Collège dentaire de Tokyo (東京歯科大学, Tōkyō shika daigaku) est une université privée située dans l'arrondissement de Mihama-ku, de la ville de Chiba, au Japon. L'institution a été fondée en 1946. C'est la plus ancienne université de dentisterie au Japon. Elle est l'une des six universités de médecine dentaire parmi les anciennes écoles professionnelles de dentisterie qui existaient à la fin de la guerre.